# Konzertfilm
Ein Konzertfilm ist ein Film, der musikalische Ereignisse abbildet. Ein Konzertfilm kann überwiegend dokumentarischen Charakter haben, etwa Michael Wadleighs Film über das Woodstock-Festival, oder aber durch die aktive Inszenierung der Konzertsituation eine mediale Erweiterung des künstlerischen Auftritts sein, etwa Jonathan Demmes Talking-Heads-Konzertfilm Stop Making Sense. 
Der erfolgreichste Konzertfilm war bis 2024 Michael Jackson’s This Is It mit einem Einspielergebnis von 261,2 Mio. Dollar. Der Film zeigt die Proben der geplanten Konzertserie This Is It des Musikers Michael Jackson, die nicht stattfand, da er drei Wochen vor Konzertbeginn verstarb. Im Januar 2024 wurde er durch Taylor Swift: The Eras Tour, dem Konzertfilm zu Taylor Swifts sechster Konzerttournee The Eras Tour, abgelöst. Taylor Swift: The Eras Tour kommt nach dem Kinostart in der Volksrepublik China auf 261,6 Mio. Dollar globale Einnahmen.

## Geschichte
Die enge Verbindung der Populärmusikbranche zum Film etablierte sich in den 1960er Jahren, als Musiker wie Elvis Presley oder The Beatles erfolgreich in Kinofilmen auftraten. Um Anschluss an die Jugendkultur zu halten, suchte die Filmindustrie nach Wegen, erfolgreich erprobte Konzepte wie die Verknüpfung von Filmbildern und Rockmusik in Easy Rider (1969) für den Massenmarkt umzusetzen und Synergien zwischen dem Kino und dem Schallplattenmarkt zu schaffen.
Aufsehen erregte der Konzertfilm Gimme Shelter von David und Albert Maysles und Charlotte Zwerin aus dem Jahr 1971, der in mancher Hinsicht das Ende der Hippie-Bewegung dokumentierte: Während des gefilmten Altamont-Konzerts der Rolling Stones wurde vor den Augen der Musiker ein Afroamerikaner von den als Ordner eingesetzten Hells Angels erstochen, nachdem er eine Waffe gezogen hatte. Auch Martin Scorseses The Band (1978) ist ein Abgesang auf die goldenen Jahre der Rockmusik und präsentiert das Abschiedskonzert von The Band aus dem Jahr 1976 mit musikalischen Gästen wie Bob Dylan, Van Morrison und Neil Young.
Nach den hoch artifiziell inszenierten Konzertfilmen der 1980er wie Stop Making Sense, (1984), Home of the Brave (von und mit Laurie Anderson, 1985), Prince – Sign O’ the Times (von Prince, 1987) oder Big Time (von Chris Blum mit Tom Waits, 1988) rückte die autorische Sicht der Filmemacher bezüglich des gefilmten Sujets in den Vordergrund. So porträtierten Jim Jarmusch in Year of the Horse (1997) den Musiker Neil Young und Wim Wenders in Buena Vista Social Club (1999) die kubanischen Musiker sehr subjektiv und ihrem Werkkontext entsprechend.
Die Möglichkeiten des Mediums DVD schaffen dem Konzertfilm im beginnenden 21. Jahrhundert neue Wirkungsmechanismen: Die Einheit von Zeit und Raum im Konzertfilm eröffnet dem Rezipienten Möglichkeiten, den Filmkonsum interaktiv zu steuern, etwa durch die Anwahl unterschiedlicher Kameraperspektiven.
Während der Corona-Pandemie in den Jahren 2020 und 2021 erlangte das Genre des Konzertfilms einen hohen Beliebtheitsgrad. Aufgrund der weltweiten Konzertabsagen wegen der Schutzmaßnahmen gegen das Coronavirus, veröffentlichten etliche Künstler Konzertfilme aus menschenleeren Locations. So traten Coldplay, Nick Cave, Miley Cyrus, Oil, James Blunt und viele weitere vor Filmkameras und ohne Publikum auf. Viele Musiker nutzten Konzertfilme und Live-Streams zur Unterstützung von durch die Pandemie arbeitslos gewordenen Veranstaltungstechnikern. Die deutsche Konzertfilmserie WeLive - Das Musikfestival erhielt für ihr Konzept, talentierten aber weitgehend unbekannten Musikern trotz Corona in großen Konzertfilmen eine Bühne zu geben, den deutschen Rock&Pop Preis 2020 für die Förderung der Rock- und Popmusik.

## Motive und Inszenierungen
Wadleighs Woodstock-Film (1970) und Monterey Pop (D. A. Pennebaker und Richard Leacock, 1967/1968) über das Monterey Pop Festival sind Beispiele für überwiegend nach dokumentarischen Gesichtspunkten gedrehte Konzertfilme. Während Wadleigh großes Augenmerk auf die unzähligen Einzelheiten der Konzertorganisation und der Publikumsreaktionen legte und die visuelle Fülle mittels Splitscreen präsentierte, nahmen Pennebaker und Leacock mit Mitteln des Direct Cinema die vom Geist der Hippiebewegung geprägte Atmosphäre unter den Konzertbesuchern genau auf.
Einen ersten Versuch, der Gattung des Rockkonzertfilms eine ästhetische Eigenprägung zu geben, unternahm Scorsese in The Band (1978). Er konzentrierte sich auf die Arbeit der Musiker und drückte ihre Individualität durch inszenatorische Unterschiede in ihrer Auftrittspräsentation aus. Jonathan Demmes Stop Making Sense führt diesen Weg konsequent zur Selbstinszenierung der Musiker weiter und verbindet den musikalischen Auftritt mit Bühnenbauten und -bildern, Kostümen, Lichtinszenierung und filmischen Mitteln zum Gesamtkunstwerk. Der Konzertfilm wird zum Baustein in einer intermedialen Strategie, Künste wie Malerei, Mode, Fotografie, Literatur und Theater in den eigenen musikalischen Kontext zu integrieren.